# 16 صفر
- السبت
- الأحد
- الاثنين
- الثلاثاء
- الأربعاء
- الخميس
- الجمعة

- 283 أغسطس 2024
- 294 أغسطس 2024
- 15 أغسطس 2024
- 26 أغسطس 2024
- 37 أغسطس 2024
- 48 أغسطس 2024
- 59 أغسطس 2024
- 610 أغسطس 2024
- 711 أغسطس 2024
- 812 أغسطس 2024
- 913 أغسطس 2024
- 1014 أغسطس 2024
- 1115 أغسطس 2024
- 1216 أغسطس 2024
- 1317 أغسطس 2024
- 1418 أغسطس 2024
- 1519 أغسطس 2024
- 1620 أغسطس 2024
- 1721 أغسطس 2024
- 1822 أغسطس 2024
- 1923 أغسطس 2024
- 2024 أغسطس 2024
- 2125 أغسطس 2024
- 2226 أغسطس 2024
- 2327 أغسطس 2024
- 2428 أغسطس 2024
- 2529 أغسطس 2024
- 2630 أغسطس 2024
- 2731 أغسطس 2024
- 281 سبتمبر 2024
- 292 سبتمبر 2024
- 303 سبتمبر 2024
- 14 سبتمبر 2024
- 25 سبتمبر 2024
- 36 سبتمبر 2024

16 صَفَر أو 16 صَفَر الخير أو 16 صَفَر المُظفَّر أو يوم 16 \ 2 (اليوم السادس عشر من الشهر الثاني) هو اليوم السادس والأربعين من أيَّام السنة وفق التقويم الهجري القمري (العربي). يبقى بعده 308 أو 309 أيَّام لانتهاء السنة.

## أحداث
- 15هـ - نزول الصحابي سعد بن أبي وقاص بقواته القادسية استعدادًا للقاء الفرس في المعركة الفاصلة التي انتصر فيها المسلمون نصرًا كبيرًا.
- 302هـ - دخول القائد ذكا الأعور مصر على رأس جيش بعثه الخليفة العباسي ليرد خطر الفاطميين عن مصر حيث تطلعوا للسيطرة عليها بعد بلاد المغرب العربي.
- 960هـ - الدولة العثمانية توقع معاهدة إستانبول مع فرنسا التي اعترف فيها ملك فرنسا هنري الثاني بالسلطان العثماني كإمبراطور أوروبا الأوحد، ووضع الأسطول الفرنسي رهنًا للدولة العثمانية في مقابل تقديم الأخيرة مساعدات بحرية لفرنسا، وأن تترك فرنسا أسطولها للدولة العثمانية في حالة عدم تسديدها مصاريف الحملة البحرية العثمانية.
- 1187هـ - مصرع علي بك الكبير والي مصر الذي سعى للانفصال عن الدولة العثمانية، بعد تآمر قائده وزوج ابنته محمد بك أبو الدهب عليه، فقاتله وهزمه في الصالحية، وتولى الحكم مكانه.
- 1214هـ - اكتشاف حجر رشيد من قبل ضابط فرنسي وذلك إبان الحملة الفرنسية على مصر.
- 1324هـ - وقوع معركة روضة مهنا بين قوات إمارة جبل شمر بقيادة عبدالعزيز بن متعب آل رشيد يسانده 200 جندي عثماني وبين قوات إمارة نجد.
- 1325هـ - إنشاء مدرسة القضاء الشرعي بمصر التي نهضت بتخريج القضاة الشرعيين.
- 1357هـ - إيطاليا والمملكة المتحدة توقعان اتفاقية تقضي بأن الدولتين تؤكدان على استقلال كل من اليمن والسعودية وعدم سعي أي من الدولتين الاستعماريتين للحصول على مراكز ممتازة جديدة ذات صفة سياسية في أي من البلدين.
- 1367هـ - منظمة الإرجون اليهودية تنفذ مذبحة في باب العمود في القدس وتقتل وتجرح 41 فلسطينيًا.
- 1393هـ - القوات العراقية تهاجم مركز الصامتة الحدودي الكويتي فيما يعرف بحادثة الصامتة.
- 1400هـ - الرئيس الأمريكي جيمي كارتر يعلن مقاطعة الولايات المتحدة لدورة الألعاب الأولمبية التي ستقام صيفًا في موسكو وذلك احتجاجًا على الغزو السوفيتي لأفغانستان.
- 1413هـ - علي كافي رئيس المجلس الأعلى للدولة الجزائرية يدعو إلى حوار وطني تحضره جميع الأحزاب لإنهاء الصراع المدني في البلاد.
- 1426هـ - تشييع آلاف المسلمين في بلدة برجيدور بالبوسنة جثامين 125 مسلمًا قُتلوا في خلال المجازر التي نفذتها قوات صرب البوسنة قبل نحو 12 سنة. وقد عثر على 18 ألفًا من رفات المسلمين في أكثر من 300 مقبرة جماعية. وأشارت اللجنة الدولية للصليب الأحمر إلى أن نحو 16 ألف مسلم ما زالوا في عداد المفقودين.
- 1431هـ - المنتخب المصري يفوز بكأس الأمم الأفريقية للمرة الثالثة على التوالي والسابعة في تاريخه بعد تغلبه على المنتخب الغاني بهدف لصفر وذلك في البطولة التي أقيمت في أنغولا.
- 1435هـ - براءة علاء وجمال مبارك وأحمد شفيق (غيابيًا)، في قضية أرض الطيارين.
- 1439 هـ - وفاة الأمير السعودي منصور بن مقرن ومرافقيه في حادث تحطم طائرة في عسير.
- 1444 هـ - مقتل ما يزيد عن 170 جنديًا بعد تجدد الاشتباكات الحدودية بين أرمينيا وأذربيجان.

## مواليد
- 1359هـ - محيي الدين اللباد، رسام وفنان تشكيلي مصري.
- 1371هـ - حياة قنديل، ممثلة مصرية.
- 1372هـ - تواضروس الثاني، بابا الكنيسة القبطية الأرثوذكسية الثامن عشر بعد المئة.
- 1373هـ - عبادي الجوهر، مغني سعودي.
- 1385هـ - كريم ماسيموف، سياسي ورئيسُ وزراءٍ كازاخي.
- 1393هـ - أدهم مرشد، ممثل سوري.
- 1399هـ - منتظر الزيدي، صحافي عراقي.

## وفيات
- 984هـ - طهماسب الأول - شاه الدولة الصفوية الثاني.
- 1187هـ - علي بك الكبير، والي مصر.
- 1351هـ - حافظ إبراهيم، أحد الشعراء الرواد في العصر الحديث.
- 1354هـ - لورانس العرب، رجل مخابرات بريطاني شارك في الثورة العربية الكبرى.
- 1385هـ - عزيز المصري، عسكري وسياسي ومجاهد مصري عثماني ومن رواد الحركة القومية.
- 1388هـ - حيدر العمر، فنان وسينمائي عراقي.
- 1396هـ - حسين صدقي، ممثل مصري.
- 1411هـ - يوسف دوخي، موسيقي كويتي.
- 1430هـ - أحمد عوض، ممثل كويتي.
- 1437هـ - عبد الله حسين منصور، شاعر فلسطيني أردني.
- 1439 هـ - منصور بن مقرن بن عبد العزيز آل سعود، أمير سعودي.

## وصلات خارجية
- موقع قصة الإسلام: حدث في شهر صفر.